# ولت‌هاوپتشتات گرمانیا

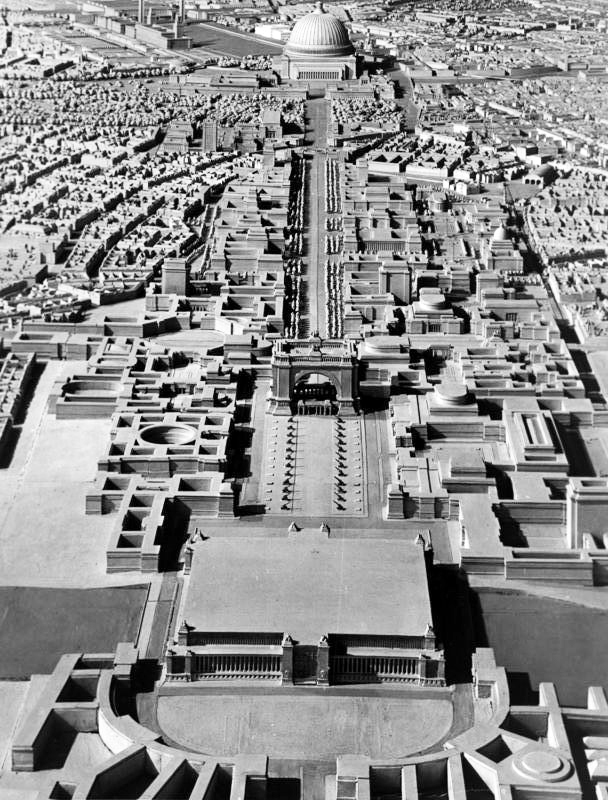
مدلی از نقشه آدولف هیتلر برای برلین فرموله شده تحت هدایت آلبرت اشپر، فلکسهاله(تالار‌مَردم) در بالای چارچوب رو به شمال قرار دارد.

وِلْتْ هاوپْتْشْتات گِرْمانیا (به آلمانی: Welthauptstadt Germania) (به معنای ژِرْمانیا(آلْمان) پایْتَخْت جَهان)به بازسازی پیش بینی شده برلین پایتخت آلمان در دوره ناسیونال سوسیالیستی می‌پردازد،که بخشی از نگاه پیشوای‌آلمان آدولف هیتلر به آینده آلمان پس از پیروزی برنامه‌ریزی‌شده در جنگ جهانی دوم بود. آلبرت اشپر، «نخستین معمار رایش سوم»، بسیاری از نقشه‌ها را برای شهر از نو ساخته‌شده به عنوان ناظر شهر تهیه کرد که تنها بخش اندکی از آن بین سال‌های ۱۹۳۷–۱۹۴۳ به وقوع پیوست.
برنامه ساخت این مدل در جریان جنگ متوقف و در ادامه با شکست آلمان و سقوط برلین پایان یافت. 
آلبِرت اشپیر و دیگر معماران آلمانی ماکت و نقشه های آن را تهیه کرده بودند،پس از پیروزی آلمان در نبرد فرانسه و بازدید هیتلر از پاریس پایتخت فرانسه،با افزایش باورهای آدولف هیتلر به آینده پیروزمندانه آلمان و تبدیل شدن این کشور به قدرت یکه‌تاز و پیشرو در جهان پس از پیروزی در جنگ بزرگ، شدت ساخت و گسترش آن افزایش یافت اما با برگشتن جبهه شرقی به نفع شوروی در جبهه شرقی و افزایش بمباران های راهبردی نیروی هوایی بریتانیا(راف) و نیروی هوایی ایالات متحده این برنامه کنار گذاشته شد و قرار پس از پایان جنگ از سر گرفته شود که با شکست وِرماخت و سرنگونی حاکمیت حزب ناسیونال سوسیالیست کارگران آلمان بر دولت و فروپاشی آلمان این طرح برای همیشه کنارگذاشته شد.